# 이국경고번역
이국경고번역(異国警固番役, いこくけいごばんやく)은 일본 가마쿠라 시대(鎌倉時代) 후기 막부(幕府)가 규슈(九州) 지역의 고케닌(御家人)에게 부과하였던 군역이다.
분에이의 역(文永の役)이라 불리는 서기 1274년의 여몽연합군에 의한 제1차 일본 원정 이후, 원(元)의 재침에 대비하여 강화되었다.

## 개요
일본의 초유를 위해 파견되었던 원의 사신 조양필(趙良弼)이 다자이후(大宰府)에서 입국이 막힌 채 고려로 돌아가고 1개월 뒤인 분에이(文永) 9년(1272년) 2월부터 막부는 규슈 연안에 방어 태세를 갖추기 위해 이국경고번역을 발동하고, 규슈에 영지를 가진 도고쿠 무사들에게 규슈로 올 것을 명해서 지쿠젠(筑前) · 히젠(備前) 연안 방비에 나섰다. 이국경고번역은 슈고(守護)를 따라 일정 기간(4개 번으로 편성되어 3개월씩 순번제로 근무) 하카타 만(博多湾) 등 원의 침입이 예상되는 연안을 경비하는 군역이었다.
본래는 규슈에 영지를 가진 고케닌들이 그 임무를 맡는 성질의 것이었는데, 훗날 서기 1281년에 있었던 원의 제2차 일본 원정인 고안의 역(弘安の役) 등을 거치면서 도고쿠(東国) ・ 사이고쿠(西国)를 불문하고 공령(公領)이나 지샤(寺社)의 본소령(本所領)의 장관(荘官) 등 가마쿠라 막부와 주종관계를 가지지 않은 비고케닌들에 대해서도 부과되었다. 겐지 원년(1275년) 원의 사신 두세충 · 하문저 등이 고려를 거쳐서 4월에 일본의 나가토에 도착했을 때 막부는 그들을 간토로 호송한 뒤에 다쓰노구치에서 참수하고 5월에 '이국경고번역'을 하달해 스오와 아키의 고케닌들을 나가토로 집결하게 하였다(나가토경고번역).
이국경고번역은 교토(京都)나 가마쿠라(鎌倉)에서의 오반야쿠(大番役)를 면제받았지만, 고케닌들에게 있어서 부담의 과중함은 변하지 않았다. 또한 가즈사 지바 씨(下総千葉氏)와 규슈 지바 씨(九州千葉氏)의 경우처럼 이국경고번역의 장기화에 수반하여 규슈에 영지를 가지고 있으되 본거지는 규슈 바깥 지방에 있는 고케닌 가운데는 이국경고번역을 맡아서 왔다가 현지에 그대로 눌러앉아서 본국 또는 규슈에 있던 서류(庶流)의 독립이나 본국측과 규슈측으로 집안이 분열되어버리는 경우도 있었다.
두 차례에 걸친 원의 일본원정은 모두 태풍으로 실패하였고 에이닌(永仁) 2년(1294년) 쿠빌라이 칸이 사망하면서 원에서 일본원정에 대한 논의는 완전히 사라졌지만, 일본에서는 규슈 고토 열도의 나카도오리지마(中通島) 사람 우시로이오 고카쿠(白魚行覺)가 고안(弘安) 3년(1280년)부터 쇼안(正安) 4년(1302년)까지 모두 12차례에 걸쳐서 이국경고번역에 참가하는 등 규슈와 여타 지역 무사들은 지속적으로 이국경고번역이라는 군역을 졌으며, 이국경고번역으로 동원되는 무사들에게 주어진 임무 가운데 하나는 겐지(建治) 2년(1276년) 3월부터 원의 재침에 대비하여 규슈 연안에 쌓았던 이른바 원구방루(元寇防壘)를 규슈 북부 해안뿐만 아니라 도서 지역의 섬으로까지 연장, 또는 기존의 석축을 부분적으로 수리하는 것이었다.
한편 가마쿠라 막부가 멸망하고 난 뒤에 무로마치 막부(室町幕府)의 진제이 단다이(鎮西探題) 아래서 하카타 경고번역(博多警固番役)이 설치되어, 중국 대륙에서 원이 북쪽으로 쫓겨난 뒤인 15세기 초까지 유지되었는데, 이를 이국경고번역의 개칭(원 ・ 고려에 대비한 것)으로 보는 설과 남조 세력에 대한 대책으로 신설되었다는 설로 양분된다.
일본 후쿠오카시(福岡市) 주오구(中央区)의 게고 정(警固町)은 이국경고번역의 이름에서 유래한 것이다.

## 같이 보기
- 원나라의 일본 원정
- 원구방루